# Powiat de Wieluń
Le powiat de Wieluń (en polonais, powiat wieluński) est un powiat appartenant à la voïvodie de Łódź, dans le centre-sud de la Pologne.

## Division administrative
Le powiat de Wieluń comprend 10 communes :
- 1 commune urbaine-rurale : Wieluń ;
- 9 communes rurales : Biała, Czarnożyły, Konopnica, Mokrsko, Osjaków, Ostrówek, Pątnów, Skomlin et Wierzchlas.